# Ivan Fomitch Pavlov
Pour les articles homonymes, voir Pavlov.
Ivan Fomitch Pavlov (en russe : Иван Фомич Павлов) est un aviateur soviétique, né le 25 juillet 1922 et décédé le 12 octobre 1950. Pilote d'assaut et as de la Seconde Guerre mondiale, il fut distingué deux fois par le titre de Héros de l'Union soviétique.

## Carrière
Ivan Pavlov est né le 25 juillet 1922 au sein d'une famille de paysans du village de Boris-Romanovka (en russe : Борис-Романовна), dans l'actuelle oblys de Kostanaï, au Kazakhstan. Il entra dans l’Armée rouge en 1940 et fut breveté pilote au collège militaire de l’Air de Tchkalov en 1942.
Il rejoignit le front à la fin de l’année 1942. En octobre 1943, en tant que starshii leitenant (lieutenant), il prit le commandement d’une escadrille du 6e régiment d’assaut aérien de la Garde (6.GuShAP), recevant une première étoile d’or de Héros de l'Union soviétique le 4 février 1944.
En octobre 1944, au sein du premier front de la Baltique, il effectua 77 missions d’attaque au sol supplémentaires, à bord de son Iliouchine Il-2 Stourmovik, ce qui lui valut une deuxième étoile d’or de Héros de l'Union soviétique.
Demeuré dans l’armée, à l’issue de la guerre et fut promu major (commandant) en 1948. Il fut diplômé de l'Académie militaire Frounzé en 1949 et commanda le 947e régiment d’assaut aérien dans le district militaire des Carpates. Ivan Pavlov trouva la mort dans un accident aérien, le 12 octobre 1950. Il est enterré à Kostanaï, au Kazakhstan.

## Palmarès et distinctions

### Tableau de chasse
Ivan Pavlov est crédité de 4 victoires homologuées obtenues au cours de 248 missions d’assaut.

### Décorations
- Deux fois Héros de l'Union soviétique :

le 4 février 1944 (médaille no 2844)
le 23 février 1945 (médaille no 4178)
- Deux fois l’ordre de Lénine

le 2 avril 1944
le 2 août 1944
- Deux fois l’ordre du Drapeau rouge

le 26 août 1942
le 6 février 1943
- Ordre d'Alexandre Nevski le 7 octobre 1944
- Ordre de la Guerre Patriotique de 2e classe ; de 1re classe le 4 décembre 1942